# Helgi (prénom)
Helgi ou Helge est un anthroponyme norrois signifiant « saint, sacré » (vieux-norrois: heilagr ; dano-norvégien: hellig ; allemand: heilig), à l'origine du prénom slave oriental Oleg.
Dans la mythologie nordique, Helgi est le nom d'un héros qui apparaît dans la Völsunga saga, et dans trois poèmes eddiques : Helgakviða Hundingsbana I et Helgakviða Hundingsbana II, et Helgakviða Hjörvarðssonar.
Actuellement, le prénom Helgi (dont sont issus les patronymes scandinaves Helgesson, Helgesen et Helgason) se rencontre surtout chez les Islandais.

## Prénom
- Helgi Grétarsson (1977-), grand maître islandais du jeu d'échecs ;
- Helgi Kolviðsson (1971-), footballeur islandais ;
- Helgi Ólafsson (1956-), joueur d'échecs islandais ;
- Helgi Sigurðsson (1974-), footballeur islandais ;
- Helgi Tomasson (1942-), danseur, chorégraphe et directeur de compagnie islandais ;
- Helgi Valur Daníelsson (1981-), footballeur islandais.